# Butan
 Ikke at forveksle med Bhutan.
Butan er en naturgas med sumformlen C4H10. Butan er en alkan, som under normale temperatur- og trykforhold fremtræder som en farveløs gas. Men ved blot lidt højere tryk fortættes gassen til flydende butan; det er primært denne gas der bruges i engangs-lightere, og kan ses i sin flydende form inde i gennemsigtige lightere. Dog er det også ofte en blanding, som indeholder en del propan, som har et C-atom mindre: C3H8
Butan findes i to isomere former:
- n-butan, CH3CH2CH2CH3, som er ligekædet.
- isobutan (2-Methylpropan), CH3CH(CH3)CH3, hvor kæden af C-atomer er forgrenet.

Butan er en alkan, så den har ingen dobbeltbindinger. Der findes også andre varianter, buten, som er en alkengruppe, og som har en dobbeltbinding. Alkyner har tripelbindinger. 
Ordstammen but- i butan kommer fra det latinske navn for den tilhørende syre, smørsyre (acidum butyricum).
| Naturvidenskab | Spire Denne naturvidenskabsartikel er en spire som bør udbygges. Du er velkommen til at hjælpe Wikipedia ved at udvide den. |